# Futari
A Futari foi uma revista mensal de esporte finlandesa, com uma preferência especial ao futebol, e pertencia a Associação de Futebol da Finlândia. A sede se situava em Helsinque e era publicada no primeiro dia de cada mês, sendo que a primeira publicação ocorreu em 1982.
Já sua editora foi a Markkinointiviestintä Dialogi Oy, uma subsidiária do grupo A-lehdet. Em 2010, Futari fundiu-se com outra revista esportiva, Football, para formar a Maali!.